# The Notebook (film)
Denne artikel er filmen The Notebook, for artiklen om bogen, se Minder i mol.
The Notebook er et romantisk kærligheds-drama fra 2004 med Rachel McAdams og Ryan Gosling i hovedrollerne. Den er baseret på kærlighedsromanen af Nicholas Sparks, Minder i mol.

## Handling
Filmen starter på et ældrehjem, hvor den ældre mand, som kaldes "Duke" (James Garner), begynder at læse en kærlighedshistorie fra sin notesbog, om personerne Noah og Allie, op for en ældre dame, ved navn Allie (Gena Rowland). 
Historien begynder den 6. juni 1940. Den 17-årige Allie Hamilton (Rachel McAdams), enebarn af et rigt plantage-ejerpar, og hendes ven, Sara (Heather Wahlquist), tilbringer aftenen ved det lokale tivoli i Seabrook Island, South Carolina. Det er her, Noah Calhoun (Ryan Gosling), og hans ven, Finn (Kevin Connolly), første gang ser Allie. Han bliver med det samme forelsket, men bliver afvist, da han lidt efter spørger Allie, om hun vil danse med ham. Allie tager derefter en tur i et pariserhjul, og Noah skynder sig hen og hænger sig fast overfor den stol, som Allie sidder i. Han fortæller her Allie, at hvis hun ikke vil gå ud med ham, så vil han give slip, og falde ned. Allie har ikke andet valg end at acceptere, men da Noah stadig ikke kan komme ned, åbner Allie Noahs bælte, og hiver hans bukser ned om knæene på ham. 
Den næste dag, vil Allie alligevel ikke gå ud med Noah, trods hans store besvær med at overbevise hende. Sarah får nogle dage senere lokket Allie med i biografen, hvor Finn og Noah venter på dem. Efter filmen er færdig, går Allie og Noah hjem, hvor Allie fortæller Noah, hvor ensomt hendes liv egentlig er, da hun bruger al sin tid på at studere, fordi hendes forældre vil have at hun skal blive til noget. 
Noah og Allie tilbringer efter denne aften, næsten hver dag sammen. Allie bor sammen med sine forældre, John og Anne Hamilton, i Seabrook på sommerbasis. Allie far virker som om, at han har det fint med Noah og Allies forhold, selvom at Allie har det med at komme sent hjem om aftenen. Noah bor alene med sin far, Frank Calhoun. Frank syntes også godt om Allie og inviterer hende ofte over til dans og pandekager. Kun Allies mor er ikke glad for Noah og Allies forhold. En aften, en uge for Allie skal rejse hjem igen, tager Noah Allie med op til et øde hus kaldet Windsor-huset. Noah fortæller hende, at han gerne ville købe og renovere huset, og Allie får ham til at love, at huset skal være hvidt, med blå skodder, en veranda rundt om hele huset, og et værelse med udsigt til søen, så hun kan male. Dette er også stedet, hvor de havde planlagt at gå i seng sammen for første gang, men før de når ret meget, bliver de forstyrret af Finn, som fortæller at samtlige betjente i byen leder efter hende. Noah og Allie skynder sig hjem, og her forbyder Allies forældre Allie at se Noah nogensinde mere. Allie bliver ked af det og løber ud til Noah, som har hørt det hele, og han siger at hendes forældre har ret. De kommer op og skændes og det ender med at de slår op. Allie fortryder det dog i samme øjeblik, som Noah kører sin vej.
Næste morgen, fortæller Allies mor, at de skal rejse om formiddagen, i stedet for i næste uge. Allie tager ud til Noahs arbejdsplads, men da Noah lige er kørt ud med et læs, er hun tvunget til at rejse hjem, uden at sige farvel. Hendes forælde sender derefter Allie til New York, hvor hun begynder på Sarah Lawrence College. Noah, som nu er ladt tilbage sønderknust over at være adskilt fra Allie, begynder at skrive breve til hende. Et hver dag i et helt år, men han får ikke noget svar, da brevene kun når til Allies mor, som gemmer dem for sin datter. Da et år er gået, bliver de to tvunget til at leve videre uden hinanden, Allie fortsætter med sin skole, imens Noah melder sig til kamp i 2. verdenskrig og ender op i Europa under General Pattons kommando. Finn bliver dræbt i krigen. 
I mellemtiden bliver Allie sygehjælper for sårede soldater. Det er også på denne måde, hun møder den velhavende Lon Hammond Jr. (James Marsden). Allie tilbringer en del tid sammen med ham, og det ender med at de bliver forlovede, til Allies forældres store begejstring. Deres bryllup skulle gerne blive årets begivenhed. Selvom Lon Jr., har en del kontakter, da han er en ung advokat, er han for stiv og for optaget af sit arbejde, til at han kan varetage Allies følelsesmæssige behov. 
Hjemme i Seabrook er Noah vendt hjem fra krigen, og her fortæller hans far, at han har solgt deres hus, så Noah kunne få købt Windsor-huset. Da Noah tager til New York for at få byggeriet godkendt, ser han pludselig Allie gå på gaden, og følger efter hende. Netop som han tror, at han har tabt hende af syne, opdager han hende inde på cafe – sammen med Lon. Han tager skuffet hjem, og går i gang med huset. Da Noah kommer hjem, går han i gang med huset, da han på en eller anden måde, har fået den tro, at hvis han bare får huset færdigt, så vil Allie finde ud af komme hjem til ham. Under byggeperioden dør Noahs far, og Noah arbejder nu døgnet rundt på huset. Endelige bliver han færdig med at renovere huset – som er hvidt med blå skodder. Han sætter en annonce i avisen og får en fotograf ud for at tage et billede af ham foran huset. Denne annonce når også Allie, som står og prøver sin bryllupskjole, da hun ser billedet af ham og huset. Hun bliver så overrasket, at hun besvimer. Hun tager derefter hen til Lon, fortæller ham at hun engang malede og at hun nu savner det, og at hun har tænkt sig at tage væk lidt. Hun kører til Seabrook, hen til Noah, som inviterer hende på middag. Under middagen fortæller Allie, at hun faktisk er forlovet. Noah bliver forbløffet, og spørger om Allies kommende mand, er en god mand. Hun forsikrer Noah, at det er han. Senere på aftenen, inviterer Noah Allie til at komme tilbage dagen efter, da der er noget han gerne vil vise hende. Den næste morgen, kommer hun og den en smule overraskede Noah tager hende med på en rotur, til en skov, hvor mindst 100 svaner opholder sig. Snart begynder de begge at huske tilbage på deres sommer sammen. Det begynder at regne og Noah sejler dem begge tilbage til kysten. 
Deres samtale bliver mere intim, og Allie spørger til sidst Noah: "Why didn't you write me? Why? It wasn't over for me; I waited seven years for you. But, now it’s too late." Noah fortæller derefter, at det gjorde han: "I wrote you 365 letters. I wrote you every day for a year." Det bliver klart for dem begge, at de stadig elsker hinanden, og efter deres samtale kysser de hinanden lidenskabeligt. Natten igennem har de sex. Om formiddagen, den næste morgen, møder Allies mor op på Noahs dørtrin, og hun fortæller Allie, at Allies far kom til at tale over sig med Noah til Lon, og Lon nu er på vej til Seabrook. Det er også her, at hun indrømmer, at hun faktisk gemte alle de breve, som Noah havde sendt til Allie, og selvom at Allie er vred, tager hun alligevel med sin mor ud på en køretur. De stopper ved en stengrav, hvor Allies mor afslører, at hun faktisk dengang hun var ung, var samme situation, som Allie nu er i. Hun var også forelsket i den forkerte (hun udpeger endda manden for Allie), ifølge hendes forældre, men hun endte med at gå tilbage til Allies far, som hun forsikre Allie, hun elsker meget højt. Allies mor ønsker kun at denne historie vil få hende til at vælge det rigtige, og på vejen hjem til Noahs hus, ser de Lons bil ved et hotel, og de ved, at han er i byen. Inden Allie går op til Noah, giver hendes mor hende 365 breve, dem som Noah skrev til hende. 
Noah venter allerede på hende oppe på verandaen, hvor han spørger, hvad hendes beslutning er. Allie er forvirret og siger, at hun ikke ved det. Noah bliver såret og siger, at hun fordi hun vil få sikkerhed hos Lon, skal tage tilbage til ham. De kommer op og skændes, og Allie sætter kurs mod sin bil. Vred råber Allie: "Stay with you? What for? Look at us, we're already fightin'.", og Noah svarer: "Well that's what we do, we fight... You tell me when I am being an arrogant son of a bitch and I tell you when you are a pain in the ass. Which you are, 99% of the time. I'm not afraid to hurt your feelings. You have like a 2 second rebound rate, then you're back doing the next pain-in-the-ass thing." Mere forvirret og ked af det end nogensinde før, kører Allie ind mod byen. 
Hun tager ind til Lons hotel, hvor hun fortæller ham, alt hvad der er sket. Han prøver at overbevise hende, om at han er den rette for hende, men han vil ikke være sammen med hende, hvis hun ikke elsker ham. I den næste scene ses Noah liggende i sin seng, da man pludselig hører en bil komme kørende. Han går derefter udenfor, hvor han ser Allie stige ud af sin bil med sin bagage. 
Filmen går tilbage til det ældre par, hvor den ældre Allie nu, trods sin alzheimers, kan huske hele sit liv med Noah ("Duke"). Bogen, som Noah har læst op af, har Allie faktisk selv skrevet, da hun fik beskeden om at hun var blevet ramt af alzheimers (med i fraklip), så engang, når hun ikke ville kunne huske noget, ville Noah kunne læse op af bogen, og hun ville "komme tilbage til ham". Sandheden er at Noah flere gange har læst op af bogen, men at perioden, hvor Allie har kunnet huske noget er blevet kortere og kortere med tiden, før det hele var væk igen. 
Billedet går tilbage til den yngre udgave af parret, hvor man ser Allie smide sine kufferter, og løbe op til Noah, hvorefter de krammer hinanden. 
Tilbage til Allie og Duke, hvor Allie pludselig husker det hele. De giver hinanden et kram, og når at tale sammen, før Allies hukommelse svigter igen, og hun går i panik, da hun ikke kan genkende Duke/Noah. Sygeplejersker kommer løbende og giver hende noget beroligende, men det er så hårdt for Noah at se på, at han bryder sammen. Den næste morgen bliver Noah fundet bevidstløs i sin seng (i fraklip fortælles det, at han fik et hjerteanfald, efter episoden med Allie, på grund af hans svage hjerte) og han bliver kørt til hospitalet. Han kommer senere tilbage til ældrehjemmet, hvor han en aften besøger Allie, som pludselig husker det hele igen. De snakker sammen, hvorefter Allie spørger, om han tror, at deres kærlighed kunne få dem "af sted" sammen, til hvilket Noah svarer "I think our love can do anything we want it to." Sygeplejersken finder dem næste morgen i Allies seng, hvor de begge er sovet stille ind i hinandens arme.

## Filmen

### Anmeldelser
Filmen modtog meget forskelligt kritik fra anmelderne. Resultaterne fra Rotten Tomatoes var 51 % af kritikerne gav filmen positiv kritik, baseret på 142 indlæg. Metacritic rapporterede at filmen fik den middelmådige score på 53 ud af 100, baseret på 34 indlæg.
Filmen var tydeligvis mere populær hos kvinderne end hos mændene. På IMDb Women's Top 50 Films ligger den på 27. pladsen og fik 7.4 "point" ud af 10, langt fra den egentlige liste.

### Box office
Filmen havde premiere den 25. juni 2004 i USA og i Canada og indtjente $13.4 million i fordelt mellem de 2.303 biografer, som viste den i den åbningsweekend, og blev nr. 4 ved årets box office. Filmen indtjente i alt $115.6 mio. verdenen over – $81 mio. i USA og Canada og $34.6 mio. andre steder.

### Trivia
- Ryan Gosling lavede det køkkenbord, som er med i filmen som forberedelse til rollen som Noah.
- Ryan Gosling var instruktørens (Nick Cassavetes) første og eneste valg til rollen som Noah.
- Gena Rowlands, som spiller den ældre udgave af Allie i filmen er instruktøren, Nick Cassavetes' mor.
- Ryan Gosling, som spiller den yngre udgave af Noah, blev nødt til at bære brune kontaktlinser, fordi James Garner (ældre Noah) har brune øjne og Gosling har blå.
- "Allie og Noah 7 år efter"-scenerne blev faktisk optaget først, hvorefter hele crewet og castet holdt juleferie. Ryan Gosling var nødt til barbere sit skæg af og tabe sig ..., som han havde som den lidt ældre Noah. Rachel McAdams og Ryan Gosling var meget usikre omkring hinanden i "7 år efter"-scenerne og var bedre til mode som de helt unge Allie og Noah.
- Rachel McAdams slog utrolig mange for rollen som Allie, inklusiv Britney Spears.
- Ashley Judd blev engang nævnt som skulle hun spille Allie.
- Steven Spielberg og Tom Cruise var på et tidspunkt begge forbundet med projektet, men meldte fra igen.
- Ryan Gosling forberedte sig til rollen som Noah ved at flytte til Charleston, South Carolina før optagelserne begyndte. I to måneder roede han i Ashley River hver morgen og byggede møbler i løbet af dagen.
- Det var faktisk ikke med i manuskriptet at Allie skulle spille klaver, men instruktøren Cassavetes syntes, at det burde hun, da velhavende kvinder i 1930'erne-1940'erne også gjorde det.
- Justin Timberlake blev overvejet til rollen som Noah Calhoun.
- Reese Witherspoon var i begyndelse forbundet til projektet, men droppede ud igen.

## Eksterne links
- The Notebook på Internet Movie Database (engelsk)
- The Notebook på Filmdatabasen
- The Notebook på Scope
- The Notebook i Svensk Filmdatabas (svensk)
- The Notebook på AlloCiné (fransk)
- The Notebook på MovieMeter (nederlandsk)
- The Notebook på AllMovie (engelsk)
- The Notebook hos American Film Institute (engelsk)
- The Notebooks profil hos Encyclopædia Britannica Online (engelsk)
- The Notebook på Turner Classic Movies (engelsk)
- Romance Analysis in The Notebook
- James Garner interview for The Notebook Arkiveret 17. december 2007 hos  Wayback Machine
- James Garner Interview on the Charlie Rose Show Arkiveret 3. januar 2008 hos  Wayback Machine
- James Garner interview ved Archive of American Television